# Patiscodes congoensis
Patiscodes congoensis är en insektsart som först beskrevs av Lucien Chopard 1961.  Patiscodes congoensis ingår i släktet Patiscodes och familjen syrsor. Inga underarter finns listade i Catalogue of Life.